# Hôpital Gatien de Clocheville
L'hôpital Gatien de Clocheville est un hôpital de Tours, en France, spécialisé dans la pédiatrie. Il ne reçoit que des patients âgés de moins de 15 ans et 3 mois.
C'est une des plus anciennes unités du centre hospitalier régional universitaire de Tours (CHRU).

## Localisation
Il se situe au centre de Tours, sur le boulevard Béranger, près de la mairie et de la gare de Tours.
Il est desservi par les lignes Fil Bleu n°3,5 et 34 à l'arrêt « Clocheville ». Il est également à proximité de la gare de Tours et de l'arrêt de tramway « Jean Jaurès ».

## Histoire

### De l'hospice au CHRU

#### L'histoire de l'hospice

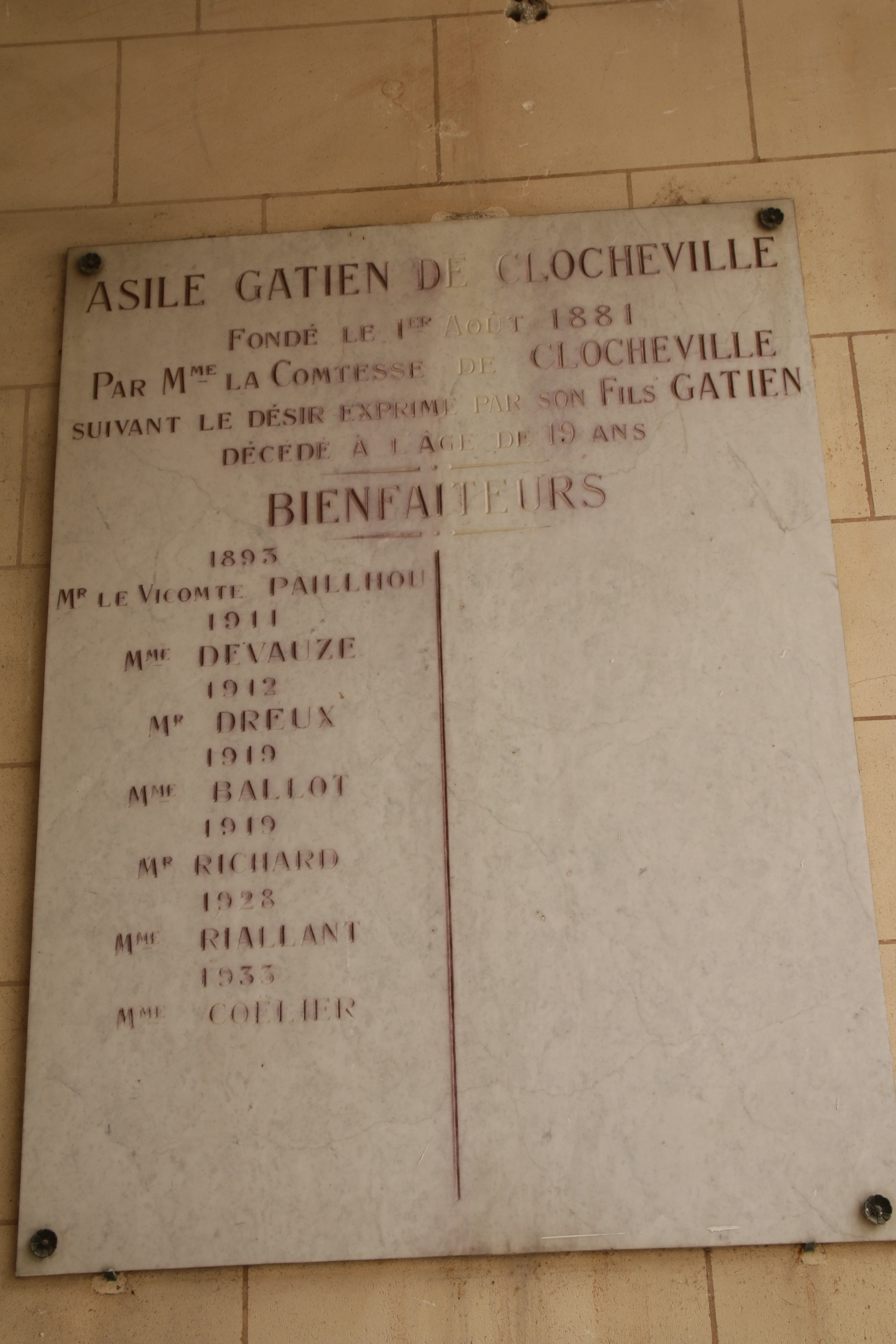
Plaque rappelant l'histoire de l'asile Gatien de Clocheville, dans une des cours intérieures de l'hôpital.

François Oudard Fortuné Gatien Duquesne de Clocheville, généralement appelé "Gatien de Clocheville", naît à Tours le 11 octobre 1834. Il est le fils du comte Julien Duchesne de Clocheville et de sa femme, Pauline. Il fait ses études à Paris, au lycée Condorcet, et mourra de phtisie, une forme de tuberculose, à 19 ans, le 31 octobre 1853 à Paris,,.
Sur son lit de mort, il demanda à sa mère, Pauline de Clocheville, de faire construire un hospice pour les enfants pauvres et malades de Tours.
En 1856, cette dernière achète donc l'Hôtel de la Cour des Près, à Tours. Ce bâtiment, initialement construit pour Jacques Cormier de la Picardière, fut transformé en prison durant la Révolution. Cependant, l'hôtel ayant ensuite été réquisitionné et transformé en caserne pour un maréchal du Second Empire en 1839, puis devenu le siège de la division militaire de Tours, elle n'en sera vraiment propriétaire qu'à la fin de l'année 1880. Respectant la volonté de son fils, elle engage l'architecte M. Messire pour transformer l'hôtel en un hospice pour les enfants malades.
Le 9 juin 1881, l'hospice est inauguré et immédiatement confié à la municipalité de Tours. Le 1er août de la même année, 16 lits sont ouverts, pour les enfants de 4 à 14 ans de la ville et des deux cantons voisins. Mme de Clocheville fera aussi plusieurs dons conséquents à la ville pour environ 3 millions de francs au total, sous forme d'argent et de domaines, réservés à l'entretien de l'hospice.
En 1882, une ancienne fabrique de soieries, "la Calandre", voisine immédiate de l'ancien hôtel, est achetée pour agrandir l'hospice.
Madame de Clocheville meurt en 1884, alors que l'ensemble compte près de 60 lits. L'ensemble du personnel se résumait alors à 6 religieuses et quelques auxiliaires temporaires.
En 1886, les nouveaux locaux de l'ancienne soierie sont complètement aménagés. Cette même année, le Vicomte de Pailhou donne à la municipalité une partie de son jardin afin de prolonger la rue de la Cours des Près jusqu'au boulevard Béranger, afin que la rue cesse d'être un cul-de-sac dangereux. Cette nouvelle rue sera nommée la rue de Courset, du nom du botaniste et grand-père de Madame de Clocheville.
À sa mort, le 24 novembre 1893, le Vicomte de Pailhou lègue également l'hôtel Grillet à la municipalité, à condition de l'annexer à l'hospice.
Le 1er janvier 1952, avec l'accord des héritiers de Mme de Clocheville, l'hospice est confié à l'administration du Centre Hospitalier Général. Il devient le "Centre de Pédiatrie Gatien de Clocheville".

#### Le CHRU Gatien de Clocheville
En 2016, l'hôpital Clocheville compte au total 213 lits, dont 115 en médecine générale, 80 en chirurgie, 5 en moyen-séjour, et 13 en long-séjour. Il est équipé, entre autres, d'un scanner, d'une IRM et d'un tomographe.
L'hôpital comprend au total onze services, dédiés à la pédiatrie :
- Anesthésie-réanimation
- Chirurgie orthopédique traumatologique
- Chirurgie viscérale et plastique
- Consultations médico-psychologiques et pédopsychiatrie de liaison
- Médecine
- Neurologie et CRTLA (Centre de Référence des Troubles du Langage et des Apprentissages)
- Pharmacie
- Radiologie
- Réanimation et médecine néonatale
- Soins de suite pédiatrique
- Urgences

L'hôpital Clocheville bénéficie également de l'intervention de nombreuses associations aidant les enfants à mieux supporter leur séjour à l'hôpital, telles que Les Blouses Roses, Le Rire médecin ou encore Sapeurs-Lipopette. Elles interviennent régulièrement à l'hôpital en proposant aux patients des lectures de livres, des animations festives ou encore des ateliers cuisine.
Les bâtiments du CHRU sont nommés selon des personnages historiques. Ainsi, on trouve notamment les bâtiments C01 Charles Perrault, C06 Jules Verne ou encore C16 Jean de la Fontaine.
L'hôpital dispose aussi d'un bâtiment (le C09) destiné à accueillir les parents des enfants hospitalisés n'habitant pas dans la commune de Tours. La gestion de ce bâtiment est confiée à l'association La maison des parents. Elle propose un hébergement en pension complète pour la famille d'un patient, et peut aussi accueillir un patient en soin ambulatoire sous certaines conditions.